# Bob Rafelson
Bob Rafelson (Nueva York, Nueva York, 21 de febrero de 1933 - Aspen, Colorado, 23 de julio de 2022) fue un cineasta, guionista, productor de cine y escritor estadounidense.

## Biografía
Rafelson nació en Nueva York y estudió en Dartmouth. En la década de los 60, Rafelson aprende en la televisión junto a David Susskind en la Columbia Screen Gems. Rafelson escribió y produjo el célebre show televisivo The Monkees. A partir de ahí, pasaría a debutar en el cine con Head, película coescrita por él junto a Jack Nicholson y protagonizada por la banda de rock The Monkees.[cita requerida]
Después de este prometedor inicio, Rafelson, junto a Bert Schneider y Steve Blauner, creó BBS Productions, una compañía que se convertiría en emblema de un nuevo estilo cinematográfico con películas como Buscando mi destino (Easy Rider) de Dennis Hopper; Mi vida es mi vida, del propio Rafelson; The Last Picture Show (La última película), de Peter Bogdanovich, y el documental Hearts and Minds, que fue premiado con un Oscar. Precisamente con Mi vida es mi vida (1970), Rafelson ganó el premio del New York Film Critics Circle y una nominación al Óscar al mejor guion original.[cita requerida]
El siguiente proyecto de Rafelson sería El rey de Marvin Gardens (1972), donde vuelve a contar con Jack Nicholson junto a Bruce Dern y Ellen Burstyn, y vuelve a ahondar en el nuevo estilo que ya impuso a principios de los 70 en el cine norteamericano. En 1976, Quiero seguir hambriento sería su siguiente proyecto, una película menor a excepción de hacer debutar a jóvenes actores como Jeff Bridges, Sally Field y Arnold Schwarzenegger. 
La década de los 80 empieza fuerte para Rafelson al realizar El cartero siempre llama dos veces (1982), una revisión de la película de 1941 de Tay Garnett sobre una novela de James M. Cain con Jack Nicholson y Jessica Lange en los papeles protagonistas que sería un gran éxito de público. Después llegaría el thriller psicológico El caso de la viuda negra, con Debra Winger y Theresa Russell; Las montañas de la luna (1990), basada en las experiencias de los exploradores del Siglo XIX Sir Richard Francis Burton y John Hanning Speke en busca de las fuentes del Nilo; y Ella nunca se niega (1992) protagonizada por Jack Nicholson y Ellen Barkin. 
En 1997, dirigiría Sangre y vino, la que supone la octava colaboración entre Rafelson y Nicholson. Después, Rafelson dirigiría Poodle Springs para HBO, una adaptación de una historia de Raymond Chandler. 
Ha hecho algunas apariciones más delante de la cámara para directores amigos suyos como Henry Jaglom o Mike Figgis (en Leaving Las Vegas).

## Filmografía

### Como director
- Head (1968)
- Mi vida es mi vida (Five Easy Pieces) (1970)
- El rey de Marvin Gardens (The King of Marvin Gardens) (1972)
- Quiero seguir hambriento (Stay Hungry) (1976)
- El cartero siempre llama dos veces (The Postman Always Rings Twice) (1981)
- El caso de la viuda negra (Black Widow) (1987)
- Las montañas de la Luna (Mountains of the Moon) (1990)
- Ella nunca se niega (Man Trouble) (1992)
- Sangre y vino (Blood and Wine) (1997)
- Poodle Springs (Poodle Springs) (1998)
- No Good Deed (Sin motivo aparente) (conocida durante el rodaje como The House on Turk Street) (2002)

### Como productor
- Mi vida es mi vida (Five Easy Pieces) (1970)
- The Last Picture Show (1971) (La última película), de Peter Bogdanovich
- El rey de Marvin Gardens (The King of Marvin Gardens) (1972)
- Quiero seguir hambriento (Stay Hungry) (1976)
- El cartero siempre llama dos veces (The Postman Always Rings Twice) (1981)

### Como guionista
- Quiero seguir hambriento (Stay Hungry) (1976)
- Sangre y vino (Blood and Wine) (1997)

## Premios y distinciones
Premios Óscar
| Año  | Categoría                     | Película           | Resultado |
| ---- | ----------------------------- | ------------------ | --------- |
| 1970 | Óscar a la película           | Mi vida es mi vida | Nominado  |
| 1970 | Óscar al mejor guion original | Mi vida es mi vida | Nominado  |